# نیکولو لولی
نیکولو لولی (انگلیسی: Nicolò Lolli؛ زادهٔ ۱۱ اکتبر ۱۹۹۴) بازیکن فوتبال اهل ایتالیا است.
از باشگاه‌هایی که در آن بازی کرده‌است می‌توان به باشگاه فوتبال چزنا و باشگاه فوتبال پارما اشاره کرد.